# Nubuck

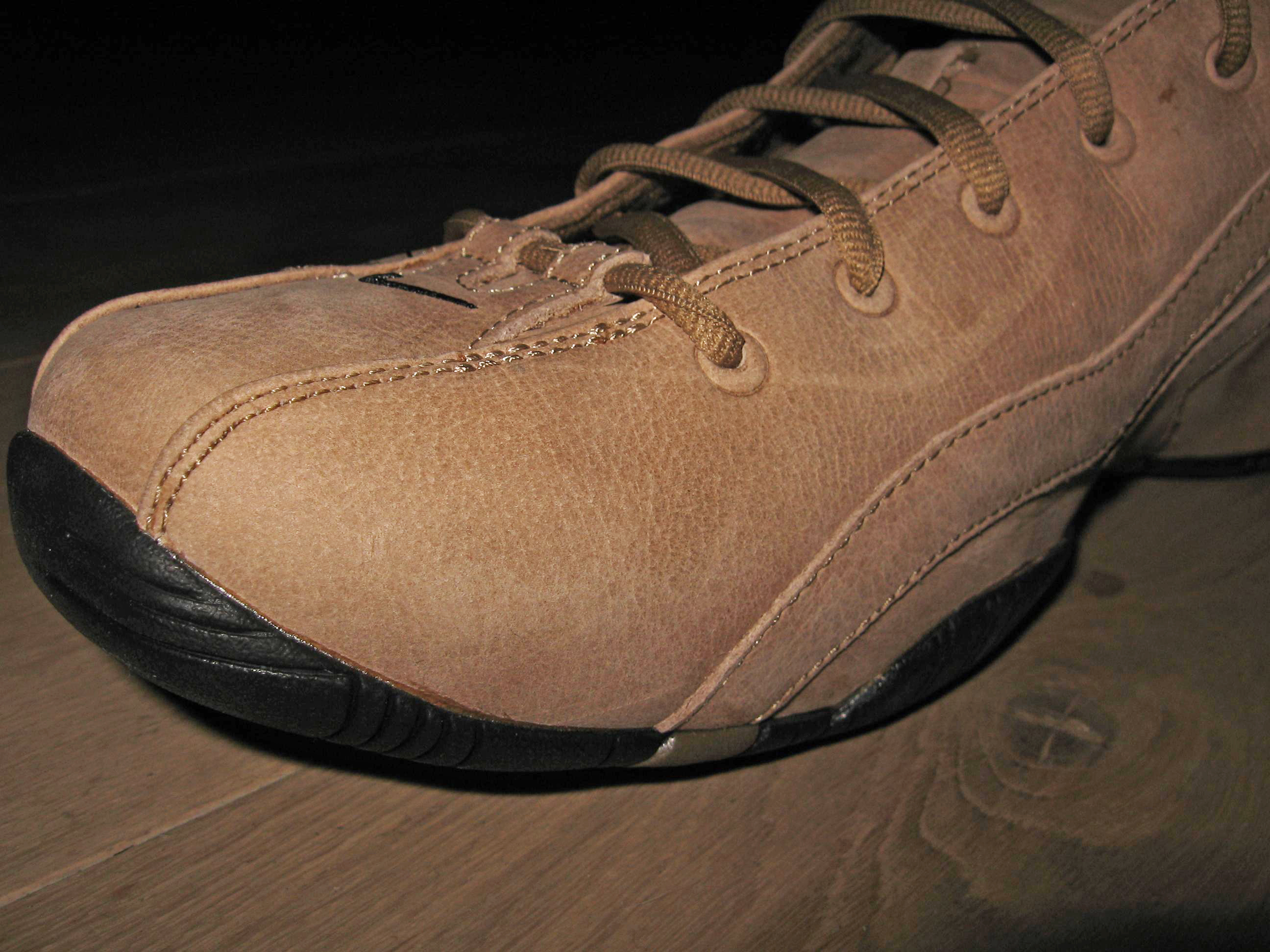
Chaussure en nubuck.

Le nubuck est une finition du cuir qui revêt une apparence veloutée comme une peau de pêche et présente une certaine douceur au toucher. En effet le cuir a subi un traitement particulier, sa surface ayant été meulée ou grattée au papier de verre très fin.  Le ponçage de la fleur lui donne un aspect qui diffère significativement du suède. Comme seule la surface externe du cuir est touchée par le traitement, il possède une meilleure résistance et conserve toute la finesse de son grain. 
Il est utilisé particulièrement dans l'industrie de l'ameublement pour la fabrication des fauteuils et canapés ainsi que par l'industrie de la chaussure. Il est souvent assez coûteux, car c'est une matière qui a une certaine noblesse. Son nom provient probablement de la langue anglaise, et de new buck qui signifie nouveau daim.

## Fabrication
Dans le cas du nubuck, le ponçage du cuir ou du daim se fait sur le côté supérieur du cuir, appelé le « côté fleur ». Ce procédé fait apparaitre des poils très fins sous lesquels le grain du cuir reste facilement reconnaissable. Ce processus de grattage du cuir lui permet de prendre un aspect velouté caractéristique. Cependant le grattage entraine une certaine fragilité, notamment aux rayons du soleil, à la graisse et aux taches. Il a parfois tendance à pâlir. Une fois que le cuir a subi les opérations de tannage, il est transformé en produit fini qui peut alors être travaillé. 
Une machine peut être employée, elle est appelée machine à nubucker : c'est elle qui sert à terminer la matière. Elle se compose d'un guide et d'un rouleau abrasif. Le cuir est alors posé sous le guide et un rouleau abrase légèrement la surface. Cette opération est délicate, car il faut obtenir une surface homogène : le ponçage doit être le même en tout point.

## Utilisations

### Mobilier
Il est utilisé dans la fabrication des canapés et fauteuils. Dans ce cas, la peau est traitée avec un produit antisalissure afin de le protéger et d'en faciliter l'entretien et le nettoyage. 
Il est utilisé pour des meubles plutôt classiques, stylisés mais également sur les canapés design et contemporains. Il conserve alors son aspect naturel et son toucher velouté qui lui donnent tout son charme.

### Mode
Suivant les époques et les tendances de la mode, on le retrouve également sur les chaussures. En effet, facile à teinter, il est prisé des créateurs qui peuvent se permettre certaines fantaisies. Il sera alors protégé et imperméabilisé, mais il reste tout de même un peu plus fragile que le cuir pleine fleur. 
Il est également apprécié dans la maroquinerie pour les sacs à main par exemple.

## Entretien
Le nubuck est un cuir luxueux mais relativement fragile. Il faut donc veiller à son entretien régulier afin de garder son meuble ou ses chaussures en bon état. 
Pour les chaussures, il faut imperméabiliser fréquemment. De la même façon, un canapé en nubuck pourra être aussi imperméabilisé pour le protéger des liquides. Il faut veiller à ne pas vaporiser l'imperméabilisant de trop près ou de trop loin ; la distance de projection conseillée se situe entre 25 et 30 centimètres, pour un entretien optimum du cuir. Une brosse en crêpe permet de dépoussiérer quotidiennement ou assez régulièrement le nubuck, sur lequel il convient de frotter délicatement.
En cas de taches persistantes, on prend une brosse à dents et de l'eau savonneuse que l'on rince ensuite avec une brosse humide. On peut également employer un shampoing spécial vendu chez les spécialistes. Cependant, il faut rester très prudent pour éviter de l'abimer par des traitements trop fréquents. 
L'entretien régulier et quelques précautions permettent de garder cette matière toujours belle et douce. En effet, le nubuck résiste bien au temps : il faut juste le protéger du soleil le plus possible afin que la teinte ne se ternisse pas.